# Casa consistorial de Tarrasa
La Casa consistorial de Tarrasa es un edificio neogótico de la ciudad de Tarrasa, en la provincia de Barcelona (España), donde tiene su sede el gobierno municipal de la ciudad. Está ubicado en el Raval de Montserrat, número 14-20 y es una obra del arquitecto Lluís Muncunill i Parellada, de los años 1900-1902, construida en el solar de Can Galí en sustitución de la antigua Casa Consistorial, actualmente ocupada por el Centro Excursionista de Tarrasa, en la misma calle del Raval, en su número 13, justo enfrente del actual Ayuntamiento. Constituye una de las primeras obras en la ciudad de Tarrasa de Lluís Moncunill, quien por entonces era el arquitecto municipal de la ciudad y quien seguía en esa época tendencias neomedievales que posteriormente desembocaron en su adscripción en el modernismo. 

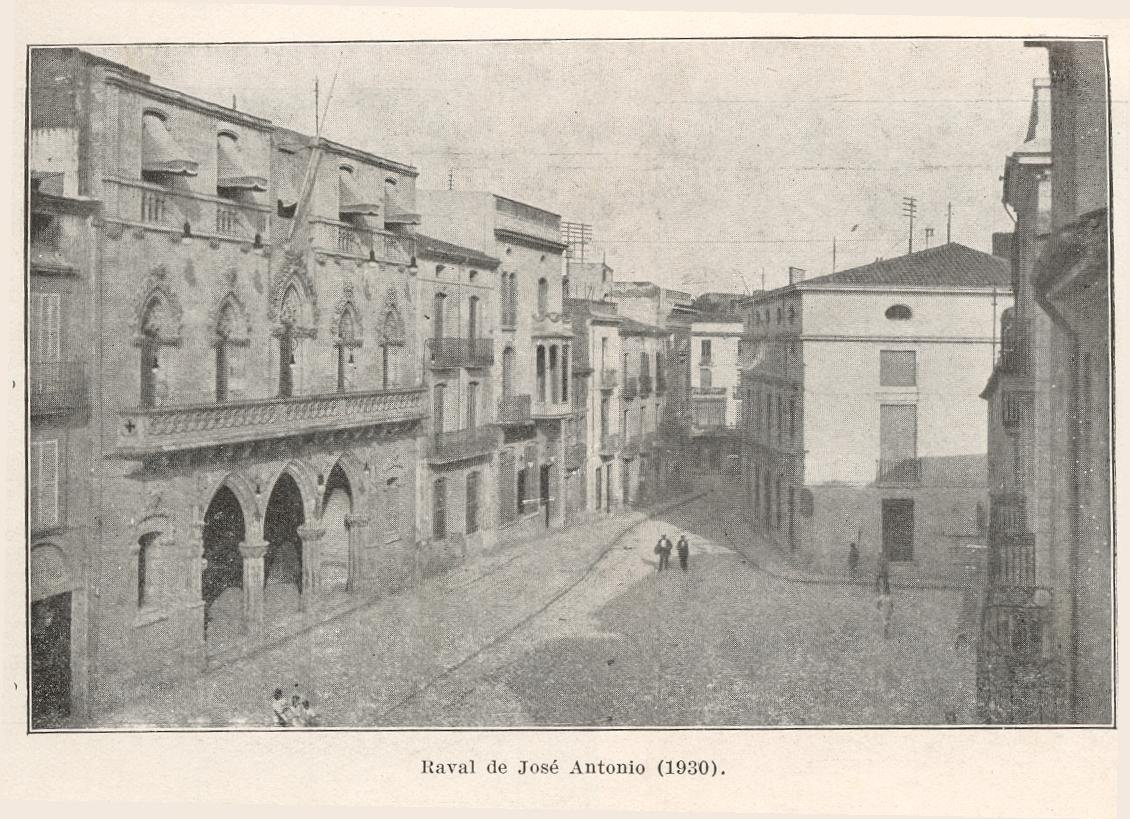
El raval de Montserrat el año 1930; a la izquierda, el edificio del Ayuntamiento con la fachada inacabada; a la derecha, el edificio del antiguo Ayuntamiento, hoy en día sede del Centre Excursionista.

El edificio consta de planta baja y dos pisos, con una fachada de piedra arenisca procedente de la cantera de Montjuïc profusamente decorada, en la que se combinan diversos elementos arquitectónicos y ornamentales propios del estilo gótico, como por ejemplo los arcos apuntados de la portada y las ventanas del piso principal, las balaustradas, los pináculos, los gabletes o los relieves de temática vegetal. En su interior destaca la gran escalinata de piedra coronada por una claraboya con vitrales, al igual que los artesonados de yesería, obra de Jeroni Ablabó, que lucen en los techos del Salón de Sesiones y la sala de la Alcaldía. Del Salón de Sesiones se debe citar igualmente a la triple portalada gótica de acceso, los trabajos de carpintería de Pau Güell y la Galería de Tarrasenses Ilustres, con los retratos de los personajes destacados de la Historia de la ciudad, según una iniciativa nacida en 1914 con motivo del homenaje a Joaquim de Sagrera. 
Si bien Muncunill fue destituido como arquitecto municipal en 1902, se cree que todos los trabajos de decoración fueron dirigidos por él mismo. El Salón de Sesiones, juntamente con la planta principal, fueron inaugurados el 6 de julio de 1903. El segundo piso del edificio fue concluido por Antoni Pascual i Carretero, mientras que el remate de la fachada no fue añadido hasta 1986, aunque lo fue según el proyecto original de Muncunill.